# 本宮山 (静岡県)
本宮山（ほんぐうさん）は、静岡県浜松市天竜区と同県周智郡森町の境界にある山である。

## 概要
標高は、511m。天竜浜名湖鉄道の遠州森駅の北方にある。南側の山麓には、遠州一の古社として知られる、遠州国一之宮小国神社がある。
本宮山の山頂には、小国神社の奥宮が祀られている。また近くには、森の石松の墓である大洞院があり、東側の中腹には葛布の滝がある。

## 写真集
- 遠江国一之宮小国神社
- 本宮山山頂の小国神社奥宮